# Apodogaster alcocki
Apodogaster alcocki is een zeekomkommer uit de familie Laetmogonidae.
De wetenschappelijke naam van de soort werd in 1891 gepubliceerd door J.H.T. Walsh.